# Burela de Cabo
Burela de Cabo är en ort i Spanien. Den är belägen i provinsen Provincia de Lugo och regionen Galicien, i den nordvästra delen av landet, 500 km nordväst om huvudstaden Madrid. Burela de Cabo ligger 132 meter över havet och antalet invånare är 8 338.
Terrängen runt Burela de Cabo är kuperad söderut, men norrut är den platt. Havet är nära Burela de Cabo åt nordost. Runt Burela de Cabo är det ganska tätbefolkat, med 83 invånare per kvadratkilometer. Närmaste större samhälle är Viveiro, 15,6 km väster om Burela de Cabo. I omgivningarna runt Burela de Cabo växer i huvudsak blandskog.
Klimatet i området är tempererat. Årsmedeltemperaturen i trakten är 11 °C. Den varmaste månaden är juli, då medeltemperaturen är 18 °C, och den kallaste är december, med 6 °C. Genomsnittlig årsnederbörd är 1 541 millimeter. Den regnigaste månaden är januari, med i genomsnitt 230 mm nederbörd, och den torraste är augusti, med 30 mm nederbörd.